# Huligánok 3. – A végsőkig
A Huligánok 3. – A végsőkig (eredeti cím: Green Street 3: Never Back Down, más néven Green Street 3 vagy Green Street Hooligans: Underground) 2013-ban bemutatott brit bűnügyi-akciófilm, melyet James Nunn rendezett. A film a Jesse V. Johnson rendezésével készült 2009-es Huligánok 2. című film folytatása.

## Szereplők
- Scott Adkins – Danny Harvey
- Kacey Barnfield – Molly
- Joey Ansah – Victor
- Jack Doolan – Gilly
- Josh Myers – Big John
- Spencer Wilding – Mason
- Mark Wingett – Pistol Pete
- Billy Cook – Joey Harvey
- Christian Howard – Wedge
- Mike Fury – Millwall harcos
- Marc Edwards – Millwall harcos
- Michael Walker – Millwall harcos
- Allistair McNab – Millwall harcos

## Fordítás
- Ez a szócikk részben vagy egészben  a   Green Street 3: Never Back Down című angol Wikipédia-szócikk fordításán alapul.  Az eredeti cikk szerkesztőit annak laptörténete sorolja fel. Ez a jelzés csupán a megfogalmazás eredetét és a szerzői jogokat jelzi, nem szolgál a cikkben szereplő információk forrásmegjelöléseként.